# Zavodska

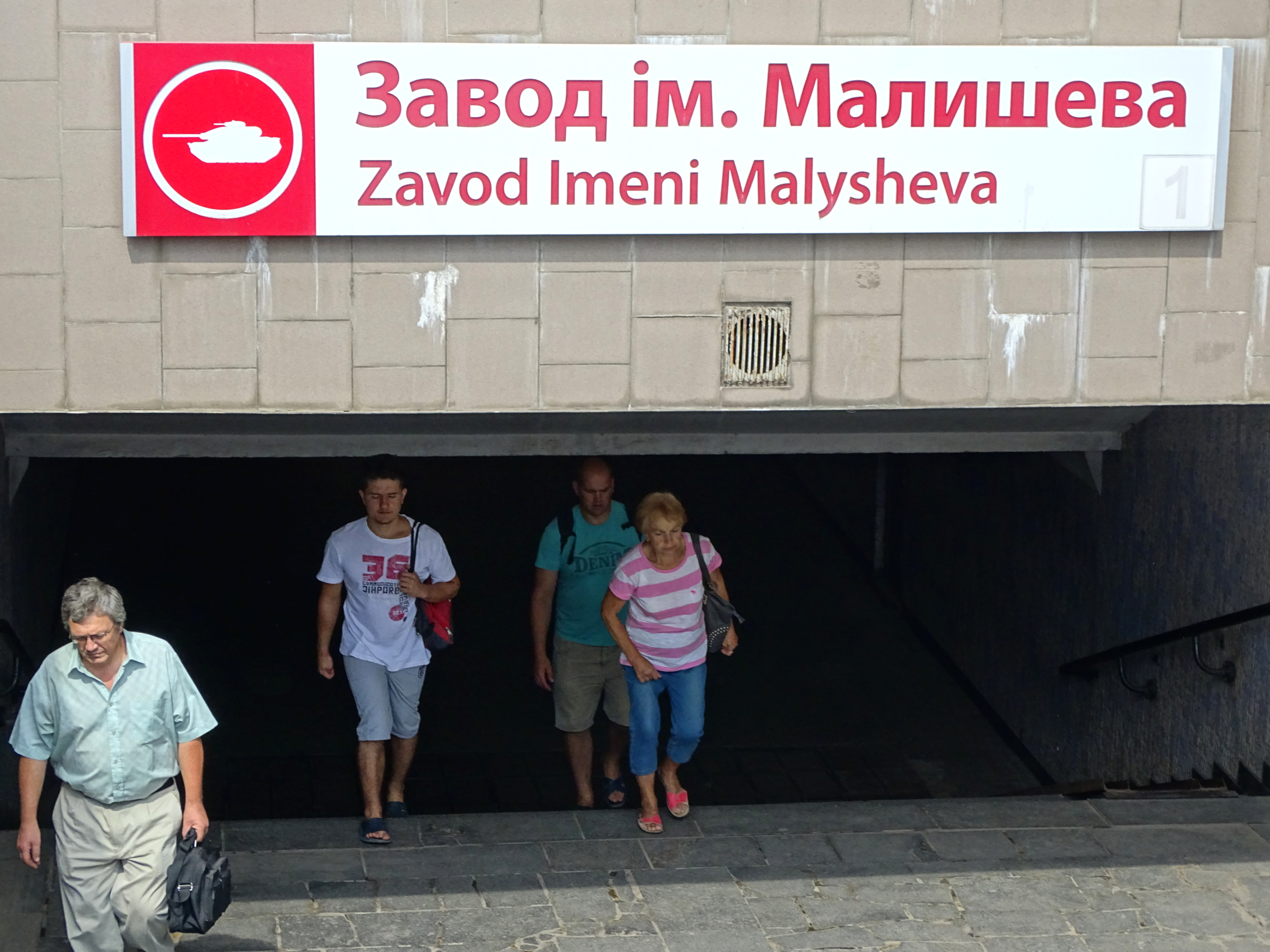
UItgang van station Zavod imeni Malysjeva

Zavod imeni Malysjeva (Oekraïens: Завод імені Малишева, ⓘ; Russisch: Завод имени Малышева) is een station van de metro van Charkov. Het station maakt deel uit van de Cholodnohirsko-Zavodska-lijn en werd geopend op 23 augustus 1975. Het metrostation bevindt zich ten zuidoosten van het stadscentrum, naast het spoorwegstation Charkov-Balasjovsky, waar kan worden overgestapt op voorstadstreinen (elektritsjka's). Zijn naam dankt het station aan de nabijgelegen gelijknamige Malysjev-fabriek, waar machines, motoren en wapens worden geproduceerd.
Het station is ondiep gelegen en beschikt over een perronhal met vierkante grijsmarmeren zuilen. Het dak is bekleed met elementen van aluminium, waaraan op enkele plaatsen lampen zijn opgehangen. De wanden langs de sporen zijn afgewerkt met geëmailleerde tegels en zijn versierd met emblemen van de nabije Malysjev-fabriek, de vloer is geplaveid met zwart natuursteen. Aan beide uiteinden van het perron leiden trappen en roltrappen naar de twee ondergrondse stationshallen, die verbonden zijn met voetgangerstunnels.